# Магомедов, Магомед Ибрагимович
Магомед Ибрагимович Магомедов (род. 14 февраля 1958, с. Урада, Шамильский район, Дагестанская АССР, СССР) — советский борец вольного стиля, чемпион СССР, 4-кратный чемпион Европы (1980, 1981, 1983 и 1984 годов) в тяжёлом весе, победитель Универсиад 1973 и 1977 годов, обладатель Кубка мира.

## Личная жизнь
Окончил Дагестанский государственный педагогический университет. Выступал за «Динамо» (Махачкала). По национальности аварец. Ветеран афганской войны. Проректор по воспитательной и социальной работе ДГПУ. Вице-президент клуба «Боец», вице-президент Федерации борьбы Дагестана. Обладатель государственной награды ЦК ВЛКСМ «Спортивная доблесть», кавалер ордена «Знак почёта» (1984). Является отцом дзюдоиста и самбиста Шехмада Магомедова.

## Достижения
- Обладатель Кубка мира 1982 года[3].
- Чемпион Европы 1980, 1981, 1983, 1984 годов[3].
- Чемпион СССР 1984 года[3].